# پابلو مافئو
پابلو مافئو (اسپانیایی: Pablo Maffeo‎؛ زادهٔ ۱۲ ژوئیهٔ ۱۹۹۷) بازیکن فوتبال اهل اسپانیا است که در پست دفاع راست به شکل قرضی از اشتوتگارت برای باشگاه فوتبال ژیرونا در سگوندا دیویسیون بازی می‌کند.
از باشگاه‌هایی که در آن بازی کرده‌است می‌توان به باشگاه فوتبال اسپانیول و باشگاه فوتبال منچستر سیتی اشاره کرد.
وی همچنین در تیم‌های ملی فوتبال زیر ۱۷ سال اسپانیا، زیر ۱۹ سال اسپانیا، و زیر ۲۱ سال اسپانیا بازی کرده‌است.
لیونل مسی فوق ستاره فوتبال جهان، او را به عنوان بهترین مدافعی اعلام کرد که در مقابلش قرار گرفت.